# اللي فات مات
قالب:نقل يجب أن يستعمل في صفحة نقاش, مثلا نقاش:اللي فات مات

اللي فات مات هو مسلسل تلفزيوني درامي جزائري عُرض لأول مرة في رمضان 1446 هـ (2025) على شاشة One Tv الجزائرية.

## قصة
صبيحة، سيدة أعمال ناجحة نشأت في حي شعبي، واستطاعت بإصرارها وطموحها أن تحقق مكانة بارزة في عالم المال والأعمال. لكن رغم نجاحها، لا يزال ماضيها حاضرًا بقوة، يلقي بظلاله على حياتها الشخصية والمهنية، كاشفًا أسرارًا دفينة وصراعات لم تندثر.

## الممثلون
البطولة
- مصطفى لعريبي
- سامية مزيان
- نضال ملوحي
- سارة لعلامة
- مونيا بن فغول
- علي ناموس
- زكريا بن محمد
- ياسمين عماري
- كنزة موسوس
- فيصل عجايمي

وعدة نجوم وممثلين جزائريين

## وصلات خارجية
- اللي فات مات على موقع IMDb (الإنجليزية)
- اللي فات مات على موقع قاعدة بيانات الأفلام العربية
- حلقات المسلسل